# 莊子試妻 (電影)
《莊子試妻》是一部1913年出品的無聲黑白電影，由香港華美影片公司出品，是香港本土最早製作的電影之一。電影由黎北海導演兼飾演莊周，黎民偉編劇兼反串飾演莊子妻，黎民偉的妻子嚴珊珊飾演使女，而此電影讓嚴珊珊成為中國銀幕上的第一位女性演員。
此片曾到美國作首映，但從未在香港上映。

## 劇情
莊子試妻改編自粵劇《莊周蝴蝶夢》，取材於其中《扇墳》一段，劇情大意是說，莊子之妻，夫骨未寒，便有了新的情人，為了討好新情人，不惜擾及剛去世的丈夫墳墓。而這個情人卻是莊子扮的。原來莊子未死，他是以詐死來考驗妻子是否忠貞。

## 外部連結
- 香港影庫上《莊子試妻》的資料（繁體中文）
- 豆瓣电影上《庄子试妻》的資料 （简体中文）
- 时光网上《莊子試妻》的資料（简体中文）
- 互联网电影数据库（IMDb）上《莊子試妻》的资料（英文）